# Інститут геофізики імені С. І. Субботіна НАН України
50°28′9.72″ пн. ш. 30°21′25.66″ сх. д. / 50.4693667° пн. ш. 30.3571278° сх. д.

Меморіальна дошка С. І. Субботіну

Інститут геофізики ім. С. І. Субботіна НАН України (англ. Institute of Geophysics National Academy of sciences of Ukraine) — створений 23 грудня 1960 року в м. Києві внаслідок об'єднання геофізичної лабораторії і магнітної станції Інституту геологічних наук АН УРСР, геофізичних відділів і станцій Інституту геології корисних копалин АН УРСР і Сейсмічного сектора АН УРСР. Мета створення інституту-об'єднання досліджень, передусім фундаментальної, експериментальної і прикладної геофізики.
Фундатором і першим директором Інституту (з 1960 по 1976 pp.) був видатний український геофізик С. І. Субботін.

## Напрямки діяльності
З 1962 року Інститут почав щорічно видавати «Геофізичний збірник», реформований з середини 1979 року в «Геофізичний журнал», що виходить з періодичністю 6 номерів на рік. З 1981 до 2000 року включно «Геофізичний журнал» перевидавався англійською мовою фірмою «Gordon and Breach Science Publishers Ltd» (з 2001 року входить до Taylor & Francis).
З 1992 р. починається новий етап у розвитку міжнародних наукових зв'язків. Інститут бере участь у ряді програм і проектів: EUROPROBE, GEORIFT, EUROBRIDGE, PANCAPDI, DOBRE, INTAS, NARS-DEEP, IRIS, SCAR (Антарктичні дослідження) і інш. У 1995 р. станція «Київ» (результат співпраці Україна-США) була введена в систему Глобальної сейсмологічної мережі (ГСМ). Україна стала членом консорціуму IRIS (Incorporated Research Institutions for Seismology) і отримала доступ до матеріалів світового банку сейсмічних даних. Геологічна служба США та ІГФ співпрацюють у галузі вивчення фізики Землі, установленні і забезпеченні роботи сейсмологічного обладнання, обміні сейсмологічними даними і пов'язаними з ними науковими результатами. З 1995 р. Інститут бере участь у наукових дослідженнях, що проводяться Україною в Антарктиці (після передачі Великою Британією наукової станції «Фарадей» Україні).
У 2003 році Президія НАН України затвердила такі наукові напрями інституту:
- вивчення тектоніки, структури, геодинаміки і еволюцій континентальної і океанічної літосфери;
- побудова трьохмірних комплексних геофізичних і петрофізичних моделей геологічних структур з метою прогнозу корисних копалин;
- розробка технологічних автоматизованих систем обробки і інтерпретації геофізичної інформації;
- геофізичні дослідження навколишнього середовища з метою прогнозу сейсмічної небезпеки і інших загрозливих природних явищ.

## Структура
У структурі Інституту в 1990-х pp. було чотири наукових відділи і дві лабораторії:
- відділ гравіметрії,
- відділ сейсмометрії,
- відділ електрометрії,
- відділ інтерпретації й узагальнення геофізичних даних,
- лабораторія фізичних властивостей речовини земної кори,
- лабораторія магніторозвідки з магнітною станцією (Димер).

У 1966 p. Інститут фізики Землі АН СРСР передав Інституту геофізики АН УРСР кримські сейсмічні станції: «Алушта», «Сімферополь», «Феодосія» і «Ялта». У м. Сімферополі був створений і включений у структуру Інституту відділ сейсмології Кримської зони (нині відділ сейсмології) з чотирма сейсмічними станціями.
У 1975 р. організовано новий великий підрозділ — сектор геодинаміки вибуху. У 1997 р. створюється Міжвідомчий науково-дослідний госпрозрахунковий центр геодинамічних досліджень, головним завданням якого є виконання досліджень, що вимагають координації з підрозділами НАН України, Міністерства енергетики України і Головного управління геодезії, картографії і кадастру при Кабінеті Міністрів України, з питань організації і проведення сейсмологічних, гідрогеологічних, геодезичних та інженерно-геологічних робіт на геодинамічних полігонах атомних електростанцій, на гідротехнічних спорудах, у районах розміщення особливо важливих і екологічно небезпечних об'єктів.
На початку XXI ст. в структурі Інституту:
- відділення геодинаміки вибуху;
- Полтавська гравіметрична обсерваторія;
- Карпатське відділення Інституту геофізики НАН України.

У інституті тринадцять наукових відділів:
- глибинних процесів Землі і гравіметрії,
- тектоносфери,
- геотермії і сучасної геодинаміки,
- тектонофізики,
- сейсмометрії,
- регіональних проблем геофізики,
- геомагнетизму,
- фізичних властивостей речовини Землі,
- математичної геофізики,
- математичного моделювання геофізичних полів,
- сейсмічної небезпеки,
- сейсмології,
- сейсмічності Карпатського регіону.

З 1961 року при інституті працює аспірантура, а з 1990 року — докторантура за спеціальністю 04.00.22. Геофізика. Станом на 2004 p., у ІГФ працює 479 співробітників, в їх числі: 1 академік і 1 член-кореспондент НАН України, 23 доктори і 55 кандидатів наук.

## Персоналії
- Гінтов Олег Борисович — завідувач відділу палеогеодинаміки.
- Стародуб Юрій Петрович — професор цього інституту з 2008 року.
- Даниленко Вячеслав Андрійович — заступник директора з наукової роботи та керівник Відділення геодинаміки вибуху.

## Директори Інституту
- 1960—1976 Субботін Серафим Іванович
- 1976—1991 Чекунов Анатолій Васильович
- 1991—2021 Старостенко Віталій Іванович
- з 2021 Кендзера Олександр Володимирович